# Collblanc
Collblanc  es un barrio de Hospitalet de Llobregat, en el área metropolitana de Barcelona. Está clasificado territorialmente dentro del Distrito II juntamente con La Torrassa, con el cual forma una unidad en diversos aspectos, tanto administrativos como de la vida ciudadana. Limita con el barrio barcelonés de La Maternidad y San Ramón al norte, el barrio  barcelonés de Sants-Badal al este, la Torrassa al sureste y La Florida al suroeste y oeste, y Pubilla Casas al noroeste. Actualmente, la plaza del Mercado de Collblanc y sus alrededores son los principales núcleos de vida ciudadana. Destacan edificios remarcables del barrio, tales como Torre Barrina (siglo XVIII) en el "Parc de la Marquesa" (que alberga un centro para jóvenes relacionado con nuevas tecnologías), el teatro Joventut o el rascacielos del mismo mercado, diseñados estos dos últimos por Antoni Puig i Gairalt.
El barrio ha crecido en los últimos años hacia la zona bautizada como la "Porta Nord", que ejerce de puerta de entrada al barrio desde Les Corts y Esplugas de Llobregat.

## Puntos de Interés

### Mercado de Collblanc
Ramón Puig, arquitecto municipal de Hospitalet de Llobregat, redactó en 1926 el Plan de Ensanche y Reforma de Hospitalet debido al crecimiento urbanístico de la ciudad durante los años 1920. La creación del mercado es fruto de ese plan y se construyó en el mismo solar en que se hacía el mercado semanal. En 1988 se le añadieron las paradas exteriores y en 1994 se construyó un aparcamiento bajo la plaza del mercado para dar servicio a sus clientes

### Torre Barrina
Torre Barrina es un centro de recursos audiovisuales y multimedia abierto a la creación, la innovación, la emprendeduria y el futuro. Un espacio de aprendizaje y un laboratorio de proyectos para dar forma a las ideas, compartir conocimientos y fomentar las capacidades.

### Teatro Juventud
El 8 de mayo de 1991 el Teatro Juventud levantó por primera vez el telón. Fue con el estreno de la obra “El Cántaro Roto”, a cargo de una compañía de Madrid. Desde entonces se han representado muchas y muy variadas obras de teatro, han sido cientos los actores y las actrices que han pisado su escenario, y miles de espectadores los que han disfrutado.

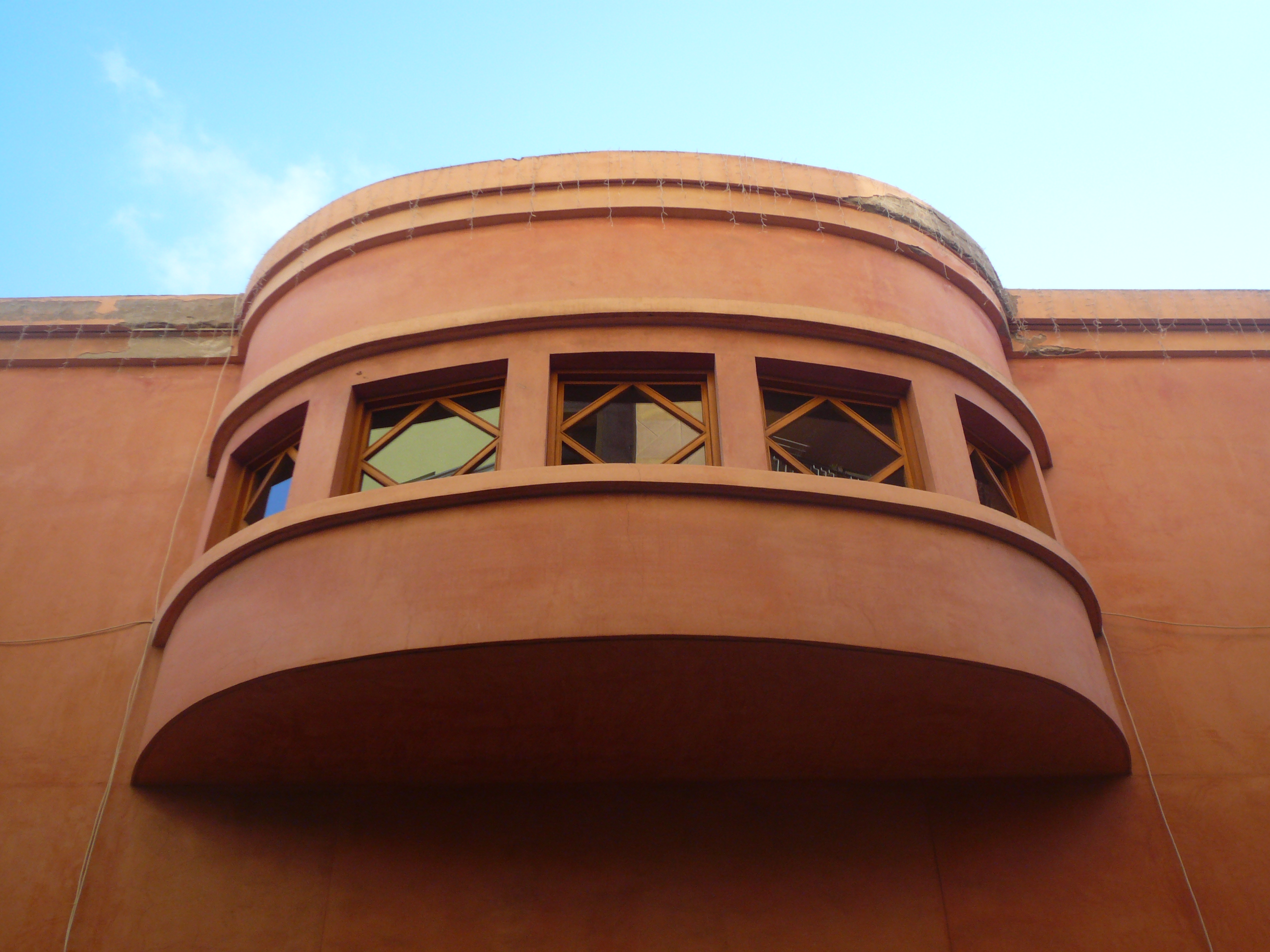
Teatro Juventud

El Teatro también fue diseñado por Ramón Puig i Gairalt.

### Rascacielos de Collblanc

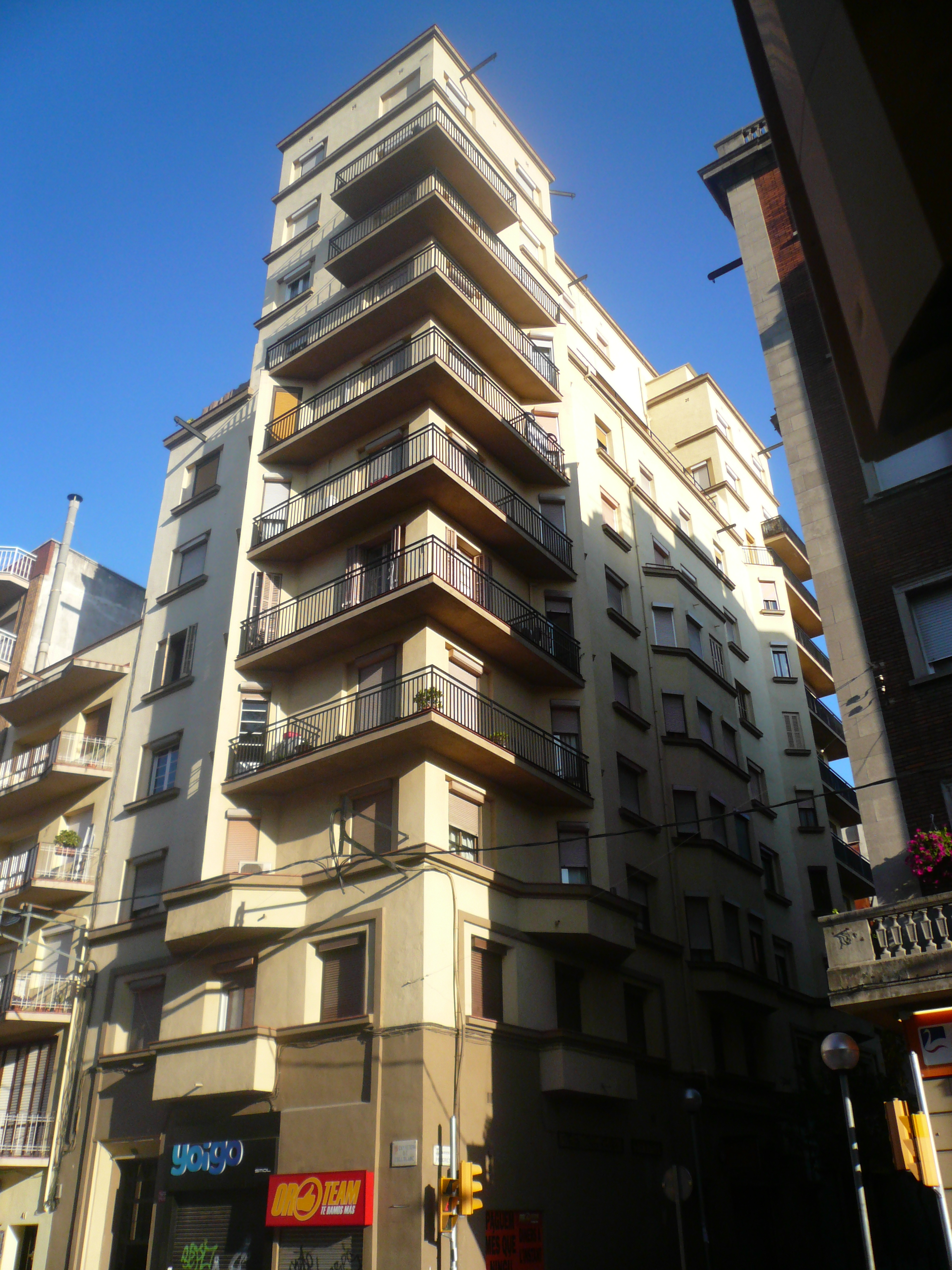
Rascacielos Collblanc

El Rascacielos (Gratacels, en catalán), también conocido como Casa Pons por haber sido Joan Pons Vila (dueño de un negocio de carpintería de Hospitalet) el propietario y promotor del inmueble, ya fue proyectado con la intención de ser un edificio monumental. No en vano, en los expedientes de obra de 1931 consta que, según el propio interesado, se pretendía construir “una casa de forma no corriente y que constituyera un elemento de primer orden para la ciudad”. Y para conseguirlo, encargó el proyecto al arquitecto Ramón Puig i Gairalt en 1927, por aquel entonces arquitecto municipal de L'Hospitalet.

## Transporte público
Collblanc, es un barrio que está bien comunicado con el resto de barrios de Hospitalet de Llobregat y del resto del Área Metropolitana de Barcelona. Actualmente tenemos las líneas del Metro de Barcelona a la Línea 5 (L5), la Línea 9 (L9 Sud) y la Línea 10 (L10 Sud).
También hay una extensa red de autobuses urbanos, interurbanos como nocturnos, que conectan tanto con puntos estratégicos de Barcelona como la propia ciudad Hospitalet de Llobregat.

### Metro
| Línea | Inicios            | Inicios       | Ciudades                                                                         | Pasajeros (2016) |
| ----- | ------------------ | ------------- | -------------------------------------------------------------------------------- | ---------------- |
| L5    | Cornellà Centre    | Vall d'Hebron | Cornellá de Llobregat, Esplugas de Llobregat, Hospitalet de Llobregat, Barcelona | 5.200.305        |
| L9S   | Zona Universitària | Aeroport T1   | Prat de Llobregat, Hospitalet de Llobregat, Barcelona                            | 617.572          |
| L10S  | Collblanc          | Zona Franca   | Hospitalet de Llobregat, Barcelona                                               |                  |

### Autobuses Urbanos
| D20 | Ernest Lluch - Paseo Marítimo                   | LH1 | Tanatori - Hos. Bellvitge - Collblanc - Santa Eulalia - Hos. Bellvitge - Tanatorio  | N2  | Hospitalet de Llobregat - Badalona     |
| H8  | Ernest Lluch - Bon Pastor                       | LH2 | Tanatorio - Hos. Bellvitge - Santa Eulalia - Collblanc - Hos. Bellvitge - Tanatorio | N3  | Collblanc - Moncada y Reixach          |
| V1  | Districte Gran Via l'Hospitalet - Av. Esplugues | M12 | Pl. Reina M. Cristina (Barcelona) - Pl. Joan Miró (Cornellá de Llobregat)           | N14 | Barcelona (Pl. Cataluña)-Castelldefels |
| 52  | Collblanc - Trinitat Nova                       |     |                                                                                     | N28 | Collblanc - Port Olímpic               |
| 54  | Cardenal Reig - Estación del Norte              |     |                                                                                     |     |                                        |
| 75  | Les Corts - Av. Tibidabo                        |     |                                                                                     |     |                                        |
| 157 | Collblanc - San Juan Despí                      |     |                                                                                     |     |                                        |

### Autobuses Interurbanos
| Soler y Saulet | Soler y Saulet                                |
| -------------- | --------------------------------------------- |
| L50            | Collblanc - Vallirana - Avinyonet del Penedés |
| L62            | Collblanc - Torrellas de Llobregat            |

## Plan Integral Collblanc-Torrassa y Ley de Barrios

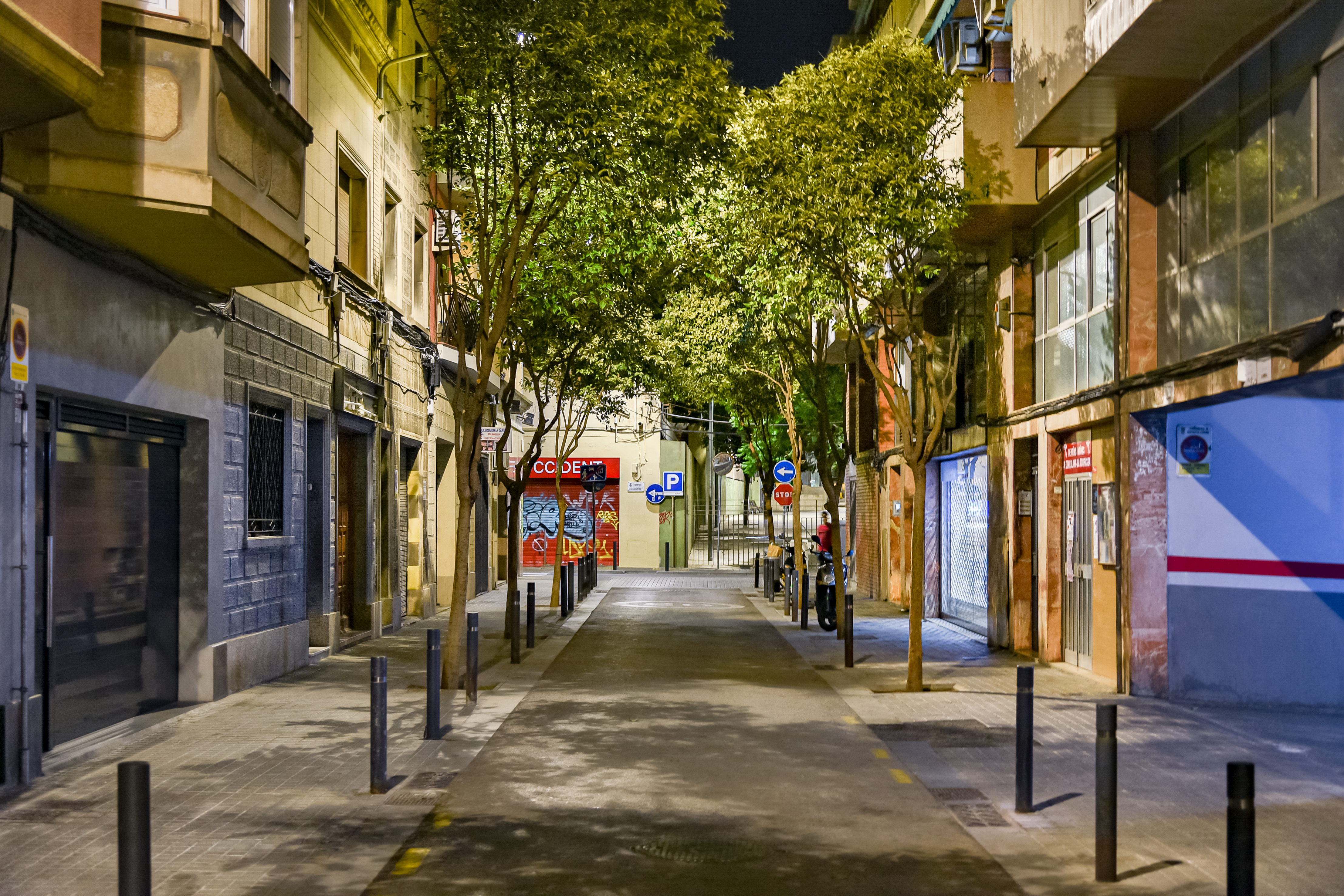
Calle de Besa

A principios de 1999 la Comisión de entidades del barrio proponen al ayuntamiento un plan para impulsar Collblanc y La Torrassa. Ese fue el embrión del Plan Integral que aprueba el pleno del Ayuntamiento en el 2002. En el 2004 se acepta el Plan Integral en la primera convocatoria de la Ley de Barrios que hace la Generalidad de Cataluña.
Este proyecto ha cambiado sustancialmente la fisonomía del barrio, construido bajo la especulación de la época franquista.